# 曹元德
曹元德（?—?），五代十国时期的第二任曹氏归义军节度使。曹議金的长子，后晋天福五年（940年）二月初一，沙州歸義軍節度使曹議金卒，贈太師，曹元德襲其位，官拜河西歸義等軍節度、押蕃落等使、檢校司空，天福七年（942年）十二月之后弟弟曹元深嗣位。

## 弟
- 曹元深
- 曹元忠